# Masoreta
Los masoretas  (en hebreo: בעלי המסורה; Baʿăly Amāsōra, lit. 'maestros de la tradición')  eran grupos de eruditos judíos que trabajaron entre los siglos VII y X en las ciudades de Tiberíades y Jerusalén como sucesores de los soferim o escribas con la responsabilidad de hacer copias fidedignas de las Sagradas Escrituras. 
Cada grupo compiló un sistema de pronunciación y guías gramaticales en forma de notas diacríticas (niqud) sobre el texto bíblico original en un intento de estandarizar la pronunciación, las divisiones de párrafos y versos del Tanaj para la comunidad judía mundial.

## Contexto
Eran rabinos y escribas estudiosos que compilaban el llamado texto masorético, que es el texto más usado para hacer traducciones visto por muchos estudiosos como el más fiable del Antiguo Testamento [cita requerida]. Los masoretas empezaron su trabajo siglos después de Cristo y lo siguieron hasta el siglo XI, con unas adiciones hasta el siglo XVI. 
El Códex de Aleppo, del siglo X, es la versión más antigua conocida del texto masorético de la Biblia hebrea. Desafortunadamente, una parte de él se quemó en 1947. El Códice de Leningrado que data del año 1008 es la versión masorética completa más antigua que se conserva actualmente.

## Etimología
La palabra masoreta tiene su raíz en la palabra hebrea mesoret (מסורת), que quiere decir 'tradición' y cómo estaba pasando a lo largo del tiempo. Llegó a usarse para referirse a las notas que los masoretas pusieron en los textos. Estas notas generalmente tenían información sobre como deletrear palabras, pronunciación, palabras con letras perdidas, ciertas palabras que eran ofensivas y se tenían que leer de otra forma. 
También se aplica el nombre de mesoret a la doctrina rabínica que seguían para conservar la pureza de los textos.

## Lengua y forma
La lengua de las notas es en parte hebreo y en parte arameo. Las anotaciones se encuentran en diversas formas: 
- en trabajos separados, como el Sefer  Olah ve-Olah,
- en forma de notas escritas en los márgenes y al final de los códices. Las notas introducidas en los márgenes superior o inferior reciben el nombre de masoret magna, las situadas en los laterales son la masoret parva y al final de un texto masoret finalis.

## Estilo

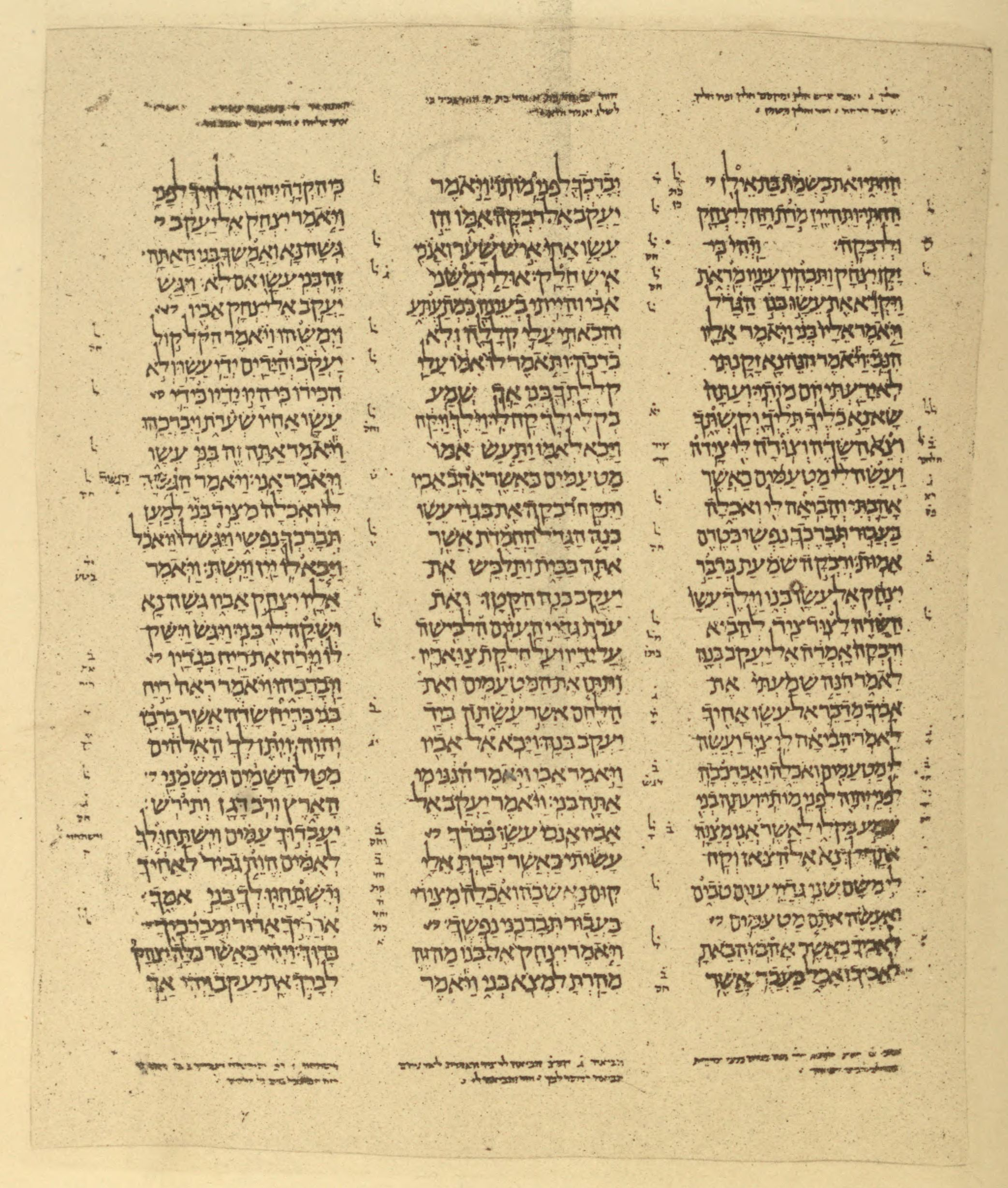
Códex Aleppo: Biblia hebrea del con puntuación masorética.

Los masoretas también agregaron vocales, acentos, y marcaciones sobre el canto al texto, y notas marginales. El idioma hebreo no tuvo la mayoría de las vocales gráficas hasta mucho después que se escribieran los textos originales de la Biblia, y no fue hasta mucho después a partir del X.
Los masoretas eran muy cuidadosos en su forma de copiar las Escrituras. Aun replicaban a las letras que se escribían más grandes o pequeñas, o chuecas. También incluyeron otras cosas irregulares como unos puntos extraordinarios con que los soferim marcaron ciertas letras o palabras en quince pasajes del texto hebreo. No hay consenso sobre el significado de estos puntos extraordinarios.
La masoret de los textos hebreos, es decir, la escritura en letra pequeña al margen de la página y al final del texto, contiene una nota al lado de varios pasajes hebreos en la que se lee: «Esta es una de las dieciocho enmiendas de los soferim», u otra frase similar.

## Obras
Con el transcurso del tiempo los soferim o copistas del Tanaj, habían comenzado a introducir cambios en las Escrituras: Cambiaron el texto hebreo primitivo en 134 pasajes a fin de que leyese ´Adho·nái en lugar de YHWH (el nombre de Dios). En otros pasajes se utilizó como sustituto la palabra ´Elo·hím. Los masoretas se dieron cuenta de las alteraciones que habían hecho los soferim y las registraron en el margen o al final del texto hebreo. Estas notas marginales llegaron a conocerse como la masoret, (del hebr. "masoret", tradición) f. Doctrina de los rabinos que fija la interpretación de los textos sagrados judíos para conservar su pureza. 
Gracias a los masoretas, tenemos todavía hoy copias del Antiguo Testamento que son muy similares a los antiguos libros. Ese hecho fue probado cuando se descubrieron los rollos del Mar Muerto, que coinciden en una alta proporción con las versiones masoréticas y aún más que las copias más nuevas que se nos habían trasmitido sobre el tiempo por otras fuentes. Cerca del 60 % de los rollos encontrados en Qumrán, son versiones proto-masoréticas; un 20 % más son variantes con estilo propio; en tanto el restante 20 % se relaciona con la Septuaginta, la versión Samaritana y otras fuentes. La coincidencia entre el Texto masorético y la mayoría de los rollos de Qumrán no debe entenderse letra por letra, sino en líneas generales. Lo que se concluye es que textos correspondientes a una versión antepasada del Texto Masorético ya se divulgaba en el siglo II a. C. y que además circulaban otras versiones.
A partir del trabajo de los masoretas se aseguró que cada copia del Tanaj fuera igual y se pudiera leer de la misma forma.

## Escuelas
Las escuelas de escribas y eruditos de la Torá de trabajo entre los siglos VII y XI radicaban principalmente en Israel, en las ciudades de Tiberíades y Jerusalén, y en Babilonia. Anotaremos en breve las diferencias que había entre una y otra escuela.
Los masoretas no eran todos de la misma familia y aun entre ellos había diferentes escuelas, entre ellos los de Aarón ben Moisés ben Ashur y Ben Neftalí, que vivieron en el siglo X y compilaron dos versiones distintas del texto masorético.